# بخش بهروچ
بخش بْهَرُوچَ (گجراتی: ભરૂચ જિલ્લો، هندی: भरूच ज़िला، انگلیسی: Bharuch district)، یا بخش بْرُوچْ (انگلیسی: Broach district) یک منطقهٔ مسکونی در هند است که در گجرات واقع شده‌است. بخش بْهَرُوچَ ۱٬۵۵۱٬۰۱۹ نفر جمعیت دارد.